# Carrer del 31 de Desembre
El carrer del 31 de Desembre és un carrer de la ciutat de Mallorca que comença a les Avingudes i acaba a la plaça d'Abū Yahyà, on es bifurca en dos carrers: la carretera de Valldemossa i la carretera de Sóller, que en aquella secció s'anomena carrer d'Alfons el Magnànim. Deu el nom al 31 de desembre de 1229, data en què el rei Jaume I entrà a la ciutat de la qual és una de les principals vies.
Va ser projectat per Bernat Calvet i Girona en el seu projecte d'eixamplament de Palma com a continuació del carrer de Sant Miquel, el qual acabava a les antigues murades, les actuals Avingudes.